# Victorino de la Plaza
Pour les articles homonymes, voir Plaza.
Victorino de La Plaza (né à Salta en Argentine, le 2 novembre 1840 - mort à Buenos Aires, le 2 octobre 1919) est un homme politique argentin, qui fut Président de la Nation du 9 août 1914 au 12 octobre 1916.

## Biographie

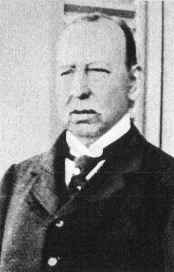
Victorino de la Plaza

Il étudie le Droit à Buenos Aires et en 1868 est promu Docteur. Il collabore à la rédaction du code civil argentin. Il est ministre du Trésor de Nicolás Avellaneda (1876), et ministre des Relations extérieures (1882) et du Trésor (1883-1885) lors de la première administration de Julio Argentino Roca. Il est élu vice-président dans la formule d'Union Nationale présidée par Roque Sáenz Peña en 1910. Il devient président après la mort de ce dernier et gouverne le pays du 9 août 1914 au 12 octobre 1916.
Il veille à appliquer la transparence lors de la première élection présidentielle effectuée dans le cadre de la loi Sáenz Peña du suffrage universel. Retiré de la politique dès la fin de son mandat, il meurt de pneumonie le 2 octobre 1919.

## Faits saillants de son gouvernement

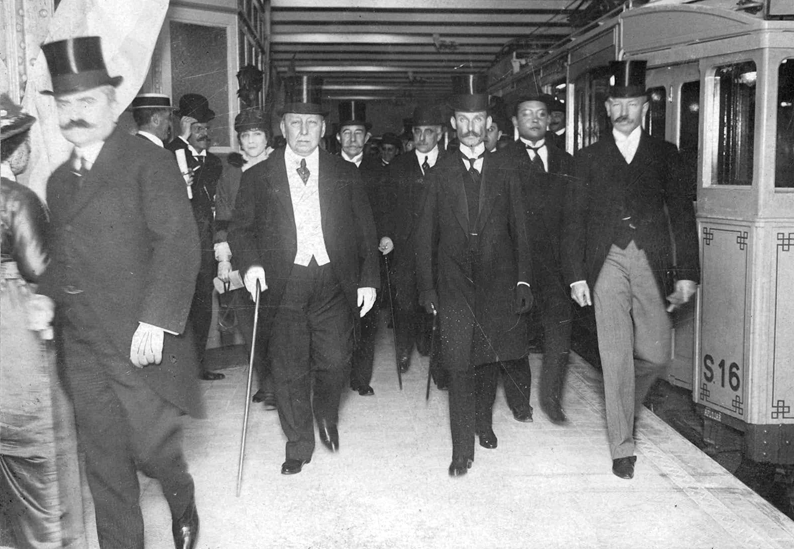
Inauguration du métro de Buenos Aires par le président de la Plaza (au centre-gauche sur la photo) en 1913

- Affirmation de la neutralité dans la Première Guerre mondiale.
- Création de la Caisse nationale d'Epargne.
- Signature du traité dit A.B.C. (Argentine, Brésil et Chili) durant la Première Guerre mondiale.
- Loi des accidents du travail.
- Loi des maisons bon marché pour employés et ouvriers (Loi Cafferata).
- Inauguration du premier chemin de fer électrique, appelé Général Bartolomé Mitre et unissant les villes de Buenos Aires et de Tigre.
- Festivités du centenaire de l'Indépendance.
- Inauguration du métro de Buenos Aires en 1913